# Plebejus wolgensis
Plebejus wolgensis är en fjärilsart som beskrevs av Forster 1936. Plebejus wolgensis ingår i släktet Plebejus och familjen juvelvingar. Inga underarter finns listade i Catalogue of Life.